# Jefimija Petrowna Kriwoschejewa

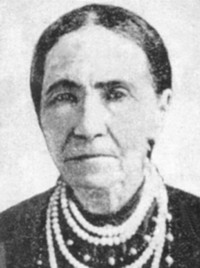
Jefimija Petrowna Kriwoschejewa

Jefimija Petrowna Kriwoschejewa, geboren Adamowa, (russisch Ефимия Петровна Кривошеева, урожд. Адамова; * 1. Junijul. / 13. Juni 1867greg. im Dorf Tarassowka, Ujesd Petrowsk; † 24. Juni 1936 in Saransk) war eine russische bzw. sowjetische Liedermacherin und Geschichtenerzählerin ersjanischer Herkunft.

## Leben
Kriwoschejewa war die Tochter des armen ersjanischen Bauern Pjotr Fedorowitsch Adamow und hatte viele Geschwister. Sie erhielt keine Bildung und arbeitete hart als Tagelöhnerin. Sie heiratete den Bauern und Schmied Pjotr Wassiljewitsch Kriwoschejew und bekam drei Söhne und eine Tochter.
Kriwoschejewa dachte sich Lieder aus und sang sie im Kreise ihrer Freunde und Verwandten. Auch erzählte sie Geschichten. Sie erwarb sich einen guten Ruf als Klageweib und geschickte Interpretin ritueller und nichtgritueller Folklore.
Kriwoschejewas Sohn Ilja Petrowitsch Kriwoschejew begann 1922 die von seiner Mutter vorgetragenen Werke aufzuzeichnen. Weithin bekannt wurde Kriwoschejewa, die zuletzt bei ihrem Sohn in Saransk lebte, durch die Veröffentlichung ihres ersjanischen Werks  Laischema Kirowdo (Klage über Kirow) in der Prawda 1936. Insgesamt gibt es mehr als 40 Erzählungen von ihr. Ein erster Sammelband erschien 1937. Weitere Sammelbände folgten 1950 und 1968.